# Witold Lutosławski
Witold Roman Lutosławski (IPA: /vitɔlt lutɔswafski/), född 25 januari 1913 i Warszawa, död 7 februari 1994 i samma stad, var en polsk tonsättare, pianist och dirigent. Lutosławski var en av 1900-talets främsta europeiska tonsättare och en av de främsta i Polen under sina tre sista decennier. Under sin levnad erhöll Lutosławski många internationella utmärkelser och priser, bland andra Vita örnens orden (polska Order Orła Białego), den främsta polska utmärkelsen och Polarpriset 1993.
I sin ungdom studerade Lutosławski piano och komposition i Warszawa. Hans tidiga verk var påverkade av polsk folkmusik. Hans stil utmärks av en luftig struktur. Han började utveckla sin karaktäristiska kompositionsteknik i slutet av 1950-talet. Musiken från den här perioden och framåt inbegriper en egen metod att bygga harmonier av mindre grupper av intervall. Den använder också slumpmässiga processer i vilka stämmornas rytmiska samordning inbegriper ett moment av slumpmässighet. 
Hans kompositioner (som han själv dirigerade med stor framgång) omfattar fyra symfonier, en konsert för orkester, flera konserter för solo och orkester och orkestrala sångcykler. Efter andra världskriget bannlyste de stalinistiska makthavarna hans kompositioner då de uppfattades som formalistiska och därmed tillgängliga bara för en insatt elit – medan Lutosławski själv alltid motsatte sig den socialistiska realismen. Under 1980-talet utnyttjade Lutosławski sin internationella ryktbarhet för att stödja fackföreningen Solidaritet, som 1989 vann de demokratiska valen, och därmed bröt Sovjetunionens makt över Polen. Lutosławski avled den 7 februari 1994, 81 år gammal.

## Biografi

### Uppväxt och ungdomsår
Lutosławskis föräldrar tillhörde båda Polens jordägande överklass. Hans familj ägde egendomar i Drozdowoområdet. Hans fader Józef tillhörde Narodowa Demokracja (Nationell Demokrati), populärt kallat Endecja, ett polskt nationaldemokratiskt parti och Lutosławskis familj blev goda vänner med en av dess grundare Roman Dmowski. (Lutosławskis andra namn var Roman.) Józef Lutosławski studerade i Zürich där han 1904 mötte och gifte sig med Maria Olszewska som kom att bli Lutosławskis mor. Józef studerade vidare i London där han fungerade som korrespondent för den nationaldemokratiska tidningen Goniec. Han förblev engagerad i den nationaldemokratiska politiken sedan han återvänt till Warszawa 1905 och han tog över driften av familjens egendomar 1908. Efter faderns död, då Lutosławski var fem år, spelade andra medlemmar av familjen en viktig roll i hans uppväxt. Bland dessa fanns Józefs halvbror Wicenty Lutosławski, en flerspråkig filosof som genom litterär analys skapade en kronologi över Platons skrifter. Wicenty var gift med den spanska poeten Sophia Pérez Eguia y Casanova och Józefs andra bröder tillhörde också intelligentian.
Witold Roman Lutosławski var yngst av tre bröder och föddes i Warszawa strax efter första världskrigets utbrott. 1915 då Ryssland var i krig med Tyskland, gick preussiska trupper mot Warszawa. Familjen Lutosławski reste österut till Moskva där Józef fortsatte att vara politiskt aktiv och organiserade polska trupper som skulle kunna sättas in i aktioner för att befria Polen. (Polen var efter Wienkongressen delat, så att Warszawa tillhörde Tsarryssland.) Dmowskis strategi var att förmå Ryssland att garantera säkerheten för en ny polsk stat. Men revolutionen 1917 tvingade tsaren att abdikera och oktoberrevolutionen medförde att den nya sovjetregimen slöt fred med Tyskland. Józefs verksamhet stod nu i konflikt med bolsjevikerna som arresterade honom och hans bror Marian. Detta – trots att striderna upphörde på ostfronten 1917 – hindrade familjen Lutosławski från att återvända hem. Bröderna internerades i Butyrskajafängelset i centrala Moskva där den femårige Lutosławski besökte sin far. Józef och Marian avrättades av en exekutionspatrull i september 1918, några dagar innan deras rättegång skulle äga rum.
Efter kriget återvände familjen till det självständiga Polen för att finna sina egendomar förstörda. Vid sex års ålder påbörjade Lutosławski sina pianostudier. Efter det polsk-sovjetiska kriget lämnade familjen Warszawa för att återvända till Drozsowo, men efter att i några år misslyckats med att driva egendomarna återvände modern till Warszawa. 1924 började Lutosławski i läroverket och fortsatte sina pianostudier. Ett framförande av Szymanowskis tredje symfoni gjorde starkt intryck på honom. 1926 började han också studera fiol och 1927 blev han elev på deltid vid konservatoriet där Szymanowski var både lärare och chef.
Han började komponera men klarade inte av både skolan och studierna vid konservatoriet så han upphörde med musikstudierna. 1931 skrev han in sig vid universitetet i Warszawa för att studera matematik och 1932 började han också i kompositionsklassen på konservatoriet. Hans lärare var Witold Maliszewski som själv varit elev till Nikolaj Rimskij-Korsakov. Han fick en god skolning i formlära, särskilt satser i sonatform. Han lade ner sina fiolstudier och även matematiken och koncentrerade sig nu på piano och komposition. Han avlade diplomexamen i pianospel 1936 med ett virtuost program med Robert Schumanns Toccata och Beethovens fjärde pianokonsert. 1937 tog han diplom också i komposition.

### Andra världskriget
Lutosławski utbildades under kriget till radiosignalist. 1939 fullbordade han sina Symfoniska variationer och uppmuntrades av dirigenten Grzegorz Fitelberg som dirigerade uruppförandet. Lutosławskis planer att resa till Paris för fortsatta musikstudier grusades i september 1939 då Tyskland invaderade västra Polen och Sovjetunionen den östra delen. Lutosławski kallades in till signalförbandet i Kraków och tillfångatogs av tyskarna, men lyckades fly under en fångtransport och gick de 40 milen tillbaka till Warszawa. Hans bror tillfångatogs av ryska soldater och dog senare i ett arbetsläger i Sibirien.
För att tjäna sitt uppehälle gick Lutosławski med i en kabarégrupp och spelade dansmusik. Han bildade också en pianoduo med vännen och tonsättarkollegan Andrzej Panufnik och de framträdde tillsammans på caféer i Warszawa. Repertoaren bestod av ett brett utbud av egna arrangemang, bland annat embryot till Lutosławskis Paganinivariationer, en originell transkription av Niccolò Paganinis Caprice nr. 24 för soloviolin. Trots nazisternas förbud mot polsk musik (inklusive Chopin) spelade de också polsk musik och komponerade motståndssånger.
Den enda möjligheten att i det tyskockuperade Warszawa höra levande musik var på caféerna eftersom konserter var omöjliga att genomföra på grund av förbudet mot offentliga samlingar. På Café Aria mötte Lutosławski sin blivande hustru Maria Danuta Bogusławska, syster till författaren Stanisław Dygat.
Lutosławski lämnade Warszawa tillsammans med sin mor några dagar före Warszawaupproret 1944 och han lyckade bara rädda med sig några få kompositioner och skisser – resten av hans musik försvann då staden förstördes. Även familjens egendomar i Drozdowo förstördes. Av de ca 200 arrangemang som Lutosławski och Panufnik skrivit för sin pianoduo återstod endast Paganinivariationerna. Lutosławski återvände till Warszawas ruiner efter det polsk-sovjetiska fördraget i april samma år.

### Efterkrigstiden

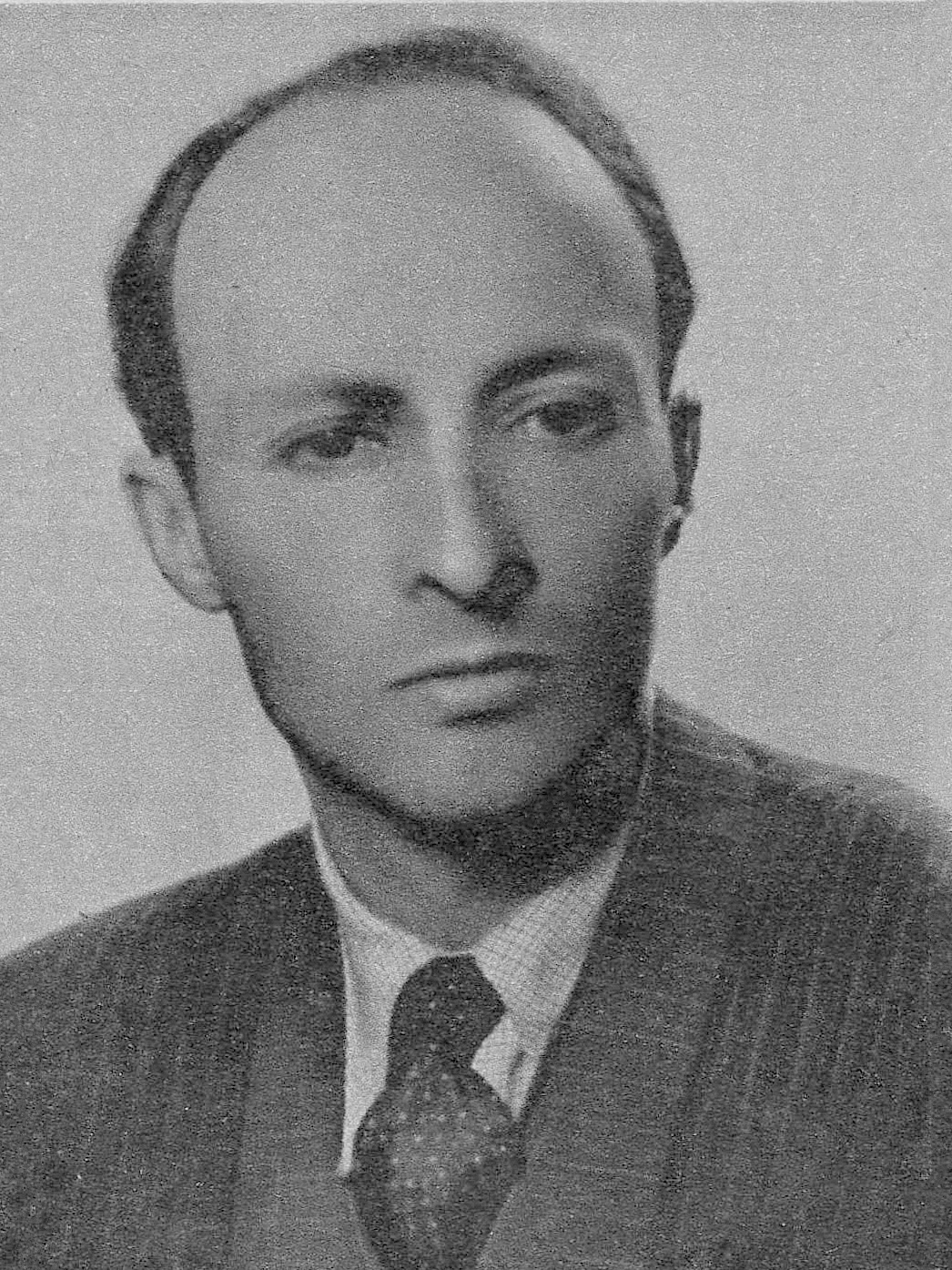
Witold Lutosławski, fotografi från 1946.

Under åren efter kriget arbetade Lutosławski med sin första symfoni – en av de skisser han räddat från Warszawa och som han påbörjat 1941. Den uruppfördes 1948 under ledning av Fitelberg. För att försörja sin familj komponerade han också musik som han kallade funktionell, såsom Warszawasviten (komponerad för att ackompanjera en stumfilm, som illustrerade stadens återuppbyggnad), arrangemang av polska julsånger, pianoetyderna och Melodie Ludowe (folkmelodier).
År 1945 valdes Lutosławski till sekreterare och kassör i den nybildade polska tonsättarföreningen (ZKP – Związek Kompozytorów Polskich), och 1946 gifte han sig med Danuta Boguslawska. Äktenskapet var bestående och Marias konstnärliga begåvning blev till stor nytta för tonsättaren. Hon blev hans kopist, och löste många av de noteringsmässiga utmaningarna i hans senare verk.
Det stalinistiska klimatet ledde 1947 till att det regerande polska arbetarpartiet tillämpade och praktiserade de socialistiska teorierna och myndigheterna fördömde den moderna musiken som ansågs nonkonformistisk. Den konstnärliga censuren som i slutändan kom från Stalin personligen var utbredd över hela östblocket och förstärktes av Zjdanovdoktrinen.. ZKP övertogs 1948 av musiker som var villiga att följa partilinjen i musikaliska frågor och Lutosławski uteslöts ur styrelsen
Han var en obeveklig motståndare till de socialistiska idéerna. Hans Symfoni nr.1 beskrevs som formalistisk och han undvek de sovjetiska myndigheterna, en situation som fortlöpte under de kommande regimerna Chrusjtjov, Brezjnev, Andropov och Tjernenko. Det konstnärliga förtrycket drev hans vän Andrzej Panufnik att 1954 hoppa av till Storbritannien. Trots sin bakgrund tyckte han om att skriva musik som fyllde ett socialt behov, men 1954 renderade en samling barnvisor honom, till hans stora förtret, en utmärkelse av premiärministern. Han kommenterade det: "[...] det var för dessa mina hantverksmässiga kompositioner som myndigheterna dekorerade mig [...] jag inser att jag inte skrev medelmåttiga småstycken, bara för att försörja mig, utan förde vidare i omvärldens ögon, ett konstnärligt skapande.
Det var hans betydande och originella Konsert för orkester som 1954 etablerade Lutosławski som en betydande tonsättare av konstmusik. Stycket som beställdes 1950 av dirigenten Witold Rowicki till den nyligen rekonstruerade Warszawas filharmoniska orkester renderade tonsättaren två statliga utmärkelser året därpå.

### I mogen ålder
Stalins död 1953 medförde en uppmjukning av det totalitära kulturklimatet i Sovjet och dess satellitstater. Fram till 1956 hade den politiska utvecklingen medfört att det musikaliska klimatet tinat upp och Warszawas höstfestival för samtida musik bildades. Inledningsvis var tanken att det skulle vara en biennal men sedan 1958 hålls den varje år (Förutom under krigslagarna 1982 då ZKP vägrade att anordna den.).
1958 uruppfördes Muzyka żałobna (Musique funèbre, eller "Sorgemusik"), som skrevs för att hylla 10-årsminnet av Béla Bartóks död. Verket tog Lutosławski fyra år att fullborda, men ledde till ett internationellt erkännande, det årliga ZKP-priset och Unesco-priset 1959. Detta verk, tillsammans med Fem sånger (1956–1957) var utmärkande för utvecklandet av Lutosławskis harmoniska och kontrapunktiska tänkande då han introducerar sitt tolvtonssystem, frukten av många års tänkande och experimenterande. Han inför ett nytt element i sin kompositionsteknik, som kom att bli hans signum, då han börjar introducera slumpmässighet i det exakta samspelet mellan olika stämmor i ensemblen i Jeux vénitiens ("Venetianska lekar"). Denna harmoniska och tempomässiga teknik blev en del av varje därpå följande verk och typiskt för hans stil.
Under åren 1957–1963 avlägsnar han sig från sin sedvanligt seriösa kompositionsstil och skriver populärmusik under pseudonymen Derwid. Framförallt är det valser, tango, foxtrot och slow-fox för sång och piano i ett slags polsk musikteatergenre. Denna musiks plats i Lutosławskis produktion förefaller mindre orimlig mot bakgrund av hans egen erfarenhet som kabarémusiker under kriget och det faktum att hans hustrus svägerska var den berömda polska kabarésångerskan Kalina Jędrusik.
1962 utnämns Lutosławski till utländsk ledamot av den svenska Kungliga Musikaliska Akademien. 1963 avslutade han en beställning för Zagreb musikbiennal, hans Trois poèmes d'Henri Michaux för kör och orkester. Detta var det första beställningsverk han skrivit för en utländsk beställare vilket medförde ytterligare internationell uppmärksamhet. Det medförde ännu ett statligt pris och denna gång var han inte det minsta cynisk vid mottagandet.
För att sprida sin musik utomlands skrev Lutosławski kontrakt med förlaget Chester Music, då en del av förlaget Wilhelm Hansen i Köpenhamn. Hans stråkkvartett framfördes första gången i Stockholm 1965 och samma år följde sångcykeln Paroles tissées. Denna förkortade titel föreslogs av poeten Jean-François Chabrun som från början publicerat verket med titeln Quatre tapisseries pour la Châtelaine de Vergi. Sångcykeln dedicerades till tenoren Peter Pears som uruppförde den vid Aldeburgh festival med tonsättaren som dirigent. Aldeburghfestivalen grundades och organiserades av tonsättaren Benjamin Britten som kom att bli en av Lutosławskis vänner för livet.
Kort därpå påbörjade Lutosławski arbetet med sin andra symfoni som fick två uruppföranden; Pierre Boulez dirigerade den andra satsen, Direct, 1966 och då den första satsen, Hésitant, slutligen var klar 1967 dirigerade tonsättaren hela verket vid en konsert i Katowice. Strukturen i den andra symfonin skiljer sig markant från strukturen i en klassisk symfoni, men Lutosławski använde all sin tekniska uppfinningsrikedom för att bygga ett storskaligt verk värt namnet. 1968 fick tonsättaren för tredje gången Unescos kompositionspris vilket befäste hans växande internationella ryktbarhet. 1967 fick Lutosławski det danska Léonie Sonnings musikpris.

### Internationell ryktbarhet
Den andra symfonin, Livre pour orchestre och cellokonserten skrevs under en delvis traumatisk period i Lutosławskis liv. Hans mor dog 1967 och åren 1967–1970 var en orolig tid i Polen. Detta bottnade i förtrycket av teaterproduktionen Dziady som satte igång en våg av protester under sommaren 1968, användandet av polska trupper för att slå tillbaka de liberala reformerna i Tjeckoslovakien under pragvåren och strejken vid varvet i Gdańsk som ledde till våldsamma motåtgärder från myndigheterna; allt detta orsakade påtagliga politiska och sociala spänningar i Polen. Lutosławski stödde inte sovjetregimen och dessa händelser har förutsatts ligga till grund för den ökande mängden antipatiska effekter i hans verk i synnerhet i cellokonserten han skrev 1968–1970 för Rostropovitj och Royal Philharmonic Society i London. Rostropovitjs eget ställningstagande mot sovjetregimen hade just blivit känt och han stödde senare dissidenten Aleksandr Solzjenitsyn. Lutosławski medgav aldrig själv att sådana influenser hade en direkt inverkan på hans musik, men han medgav att de påverkade hans konstnärskap i någon mening. Cellokonserten blev likafullt en stor framgång och både Rostropovitj och Lutosławski hyllades för den och vid uruppförandet erhöll Rostropovitj Royal Philharmonic Societys guldmedalj av Arthur Bliss.
År 1973 lyssnade Lutosławski till en romansafton med barytonsångaren Dietrich Fischer-Dieskau och pianisten  
Svjatoslav Richter i Warszawa. Han träffade sångaren efter konserten och detta inspirerade honom att skriva den omfattande sången med orkesterackompanjemang Les espaces du sommeil. Detta verk, Preludier och fuga, Mi-Parti, Nouvelette och ett kort stycke för cello till Paul Sachers sjuttioårsdag upptog Lutosławskis tid under 1970-talet, medan han emellanåt arbetade på en projekterad tredje symfoni och ett konsertant stycke för oboisten Heinz Holliger. Dessa senare stycken hade han svårt att avsluta då han kämpade med att uppnå ett större flöde i musikens ljudvärld och en överensstämmelse mellan spänningen hos harmoniken och melodiken och mellan det ytligare och mer bakomliggande. Dubbelkonserten för oboe och harpa, beställd av Paul Sacher, blev färdig 1980 och den tredje symfonin 1983.
Under den här tiden genomgick Polen stora omvälvningar. Johannes Paulus II valdes till påve 1978 vilket innebar att en nationell galjonsfigur fick internationellt inflytande. 1980 bildades den inflytelserika rörelsen Solidaritet, ledd av Lech Wałęsa och 1981 infördes krigslagar av generalen Wojciech Jaruzelski. Mellan 1981 och 1989 vägrade Lutosławski att engagera sig yrkesmässigt i Polen som en gest av solidaritet med konstnärernas bojkott. Han vägrade att besöka kulturministeriet eller träffa någon av ministrarna och var noga med att inte fotograferas i deras sällskap. Som en stödjande gest skickade han en inspelning av uruppförandet av den tredje symfonin i Chicago till Gdańsk för att den skulle spelas för de strejkande vid ett möte i en kyrka. 1983 erhöll han "solidaritetspriset" över vilket, sades det, han var mer stolt än över något annat av sina nådevedermälen.

### De sista åren

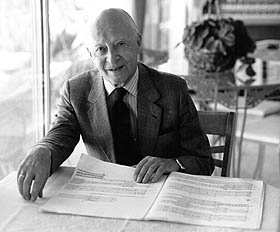
Witold Lutosławski 1993.

Under mitten av 1980-talet skrev Lutosławski tre stycken med titeln Łańcuch (Kedja) som refererar till hur musiken är konstruerad av kontrasterande överlappande slingor, likt länkarna i en kedja. Ett av styckena skrevs för Anne-Sophie Mutter på beställning av Paul Sacher och för Mutter orkestrerade han också den tidigare Partita för violin och piano och skrev ett nytt mellanspel, så när Partitan, mellanspelet och satsen ur Łańcuch spelades tillsammans, bildade det hans längsta stycke.
För den tredje symfonin belönades Lutosławski med "the first Grawemeyer Prize" av University of Louisville, Kentucky, 1985. Det speciella med det priset var inte bara äran – andra bemärkta mottagare var Elliott Carter och Michael Tippett – utan beloppets storlek, då 150 000 dollar. Syftet med priset är att befria mottagarna från finansiella bekymmer så att de kan koncentrera sig på kompositionsarbetet. I ett infall av altruism beslutade Lutosławski att bilda en stipendiefond för att ge unga polska tonsättare möjlighet att studera utomlands. Han beslutade också att gaget för Łańcuch 3 från San Francisco Symphony Orchestra skulle tillfalla fonden.

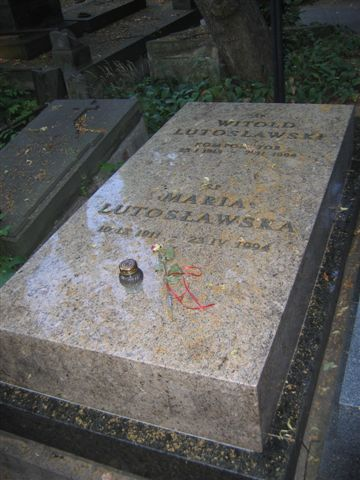
Witold Lutosławski och hustrun Maria Danutas gravsten på Powązkikyrkogården i Warszawa.

År 1987 erhöll han den sällsynta Royal Philharmonic Societys guldmedalj av Michael Tippett vid en konsert då han dirigerade sin tredje symfoni. Till detta kom att han utsågs till hedersdoktor vid ett flertal utländska universitet, bland andra Cambridge.
Lutosławski skrev vid den här tiden sin pianokonsert till Krystian Zimerman, beställd av Festspelen i Salzburg. Hans första planer att skriva en pianokonsert var 1938 då han själv i unga år var en virtuos pianist. Det var hans framförande av detta verk och den tredje symfonin vid Warszawas höstfestival 1988 som åter beredde plats för honom som dirigent i Polen efter att överläggningar arrangerats mellan regeringen och oppositionen.
Lutosławski arbetade också runt 1990 på en fjärde symfoni och sångcykeln Chantefleurs et chantefables för sopran. Den senare uruppfördes vid en Prom-konsert (Promenade Concerts) i London 1991 och den fjärde symfonin 1993 av Los Angeles Philharmonic med tonsättaren som dirigent. Däremellan, och efter inledande motstånd, åtog sig Lutosławski ordförandeskapet i det nybildade polska kulturrådet. Detta hade grundats efter reformerna 1989, förorsakat av det närmast totala stödet för Solidaritet i valet det året och det påföljande slutet för kommunistregimen och återupprättandet av Polen som en självständig republik snarare än den kommunistiska polska folkrepubliken.
År 1993 fullföljde Lutosławski sitt fullspäckade schema och reste till USA, Storbritannien, Finland, Tyskland, Kanada och Japan. Han skissade dessutom på en violinkonsert. Under den första veckan 1994 konstaterades dock att han drabbats av cancer och efter en operation blev han snabbt svagare och avled den 7 februari. Han hade bara några veckor tidigare tilldelats Polens högsta utmärkelse den Vita örns orden och han var därmed den andre, efter kommuniststyrets fall, att erhålla denna utmärkelse. Den förste var påven Johannes Paulus II. Hans stoft kremerades och hans hustru Danuta avled även hon kort därefter.

## Verk
- Se engelska wikipedia: List of compositions by Witold Lutosławski